# Amphicnemis erminea
Amphicnemis erminea là một loài chuồn chuồn kim trong họ Coenagrionidae.
Amphicnemis erminea được Lieftinck miêu tả khoa học năm 1953.